# Ganggrab von Ostenfeld
Das Ganggrab von Ostenfeld bei Bovenau im Kreis Rendsburg-Eckernförde in Schleswig-Holstein befindet sich zusammen mit einem schräg gestellten Rechteckdolmen in einem Hünenbett. Das kleine Ganggrab ist vom Typ „Holsteiner Kammer“. Die Platzierung mehrerer Megalithanlagen im selben Hünenbett ist in Deutschland (im Gegensatz zu Dänemark) selten. Auch die Kombination dieser Typen sowie die Schrägstellung(en) sind selten. Die Anlage mit der Sprockhoff-Nr. 157 entstand zwischen 3500 und 2800 v. Chr. als Megalithanlage der Trichterbecherkultur (TBK).

## Das Langbett
Das rechteckige Nordost-Südwest orientierte Langbett ist noch 27 m lang und 7,5 m breit. Vermutlich war es ursprünglich länger, da die nordöstliche Kammer ansonsten ungewöhnlich nahe an der Schmalseite läge. Die Steine der Einfassung waren teilweise erhalten, der südwestliche Abschluss ist gesichert.

## Der Rechteckdolmen
Der Rechteckdolmen mit kurzem Gang Sprockhoff-Nr. 157 wurde 1950 von Klaus Raddatz untersucht. Er liegt schräg zu den Achsen des Langbettes.
Der Dolmen ist innen 2,5 m lang, 1,7 m breit und 1,4 m hoch. Er hat zwei Tragsteine an den Langseiten und je einen an den Schmalseiten. Alle Tragsteine sind gleich hoch. Der südliche Tragstein der Langseite ist etwas kürzer und der östliche der Schmalseite winkelt leicht aus. Dadurch entsteht an der südöstlichen Kammerecke eine Lücke, an der ein Gang aus zwei Tragsteinpaaren mündet.
Der 1,6 m lang und 0,6 m breite Gang beginnt in der Flucht der Einfassung, die Gangsteine sind etwas niedriger und stehen mit den glatten Seiten zum Ganginneren, schräg zur Längsachse der Anlage. Die Kammer hatte vermutlich ursprünglich ein Steinpflaster, zwei Steine lagen in situ, unter einer Schüttung von gebranntem Feuerstein. Feuersteinstücke wurden in der zerwühlten Füllerde beobachtet.
Aus der Füllung stammen Scherben von mehreren Gefäßen, u. a. zwei Randscherben eines Trichterbechers und zwei Feuersteinklingen.

## Das Ganggrab
Das kleine, koaxial gelegene, leicht trapezoide Ganggrab ist Südwest-Nordost orientiert. Es ist nur 3,2 m lang, 1,75-1,45 m breit (im Südwesten breiter) und 1,4 m hoch. Auf der nördlichen Langseite stehen vier relativ schmale Tragsteine, der südwestliche ist leicht eingewinkelt. Je ein breiter Tragstein steht an den Schmalseiten. Auf der südlichen Seite stehen drei Tragsteine. Zwischen dem ersten und zweiten ist eine 0,4 m breite Lücke mit einem halbhohen Schwellenstein. Die Decksteine der Kammer fehlen. Die Lücken zwischen den Tragsteinen von Kammer und Gang wurden mit sorgfältig geschichtetem, in Lehm gebettetem Zwischenmauerwerk und kopfgroßen Steinen verschlossen. In der Kammer waren Reste des Bodenpflasters aus Steinplatten und faustgroßen Rollsteinen unter einer Schicht von gebranntem Feuerstein ungestört erhalten.
Davor mündet der exzentrisch angesetzte, schräg auf die Kammer zulaufende Gang. Er besteht aus zwei Tragsteinpaaren, deren Oberkanten 0,35 m niedriger liegen als die Oberkanten der Randsteine der Einfassung und hat zwei Decksteine in situ. Der Gang ist außen nur knapp 0,3 m breit, wird aber zur Kammer hin breiter.
Der Kammerinnenraum war weitgehend und großenteils bis unter die Grabsohle gestört. In und außerhalb der Kammer, auf den Decksteinen des Ganges und vor dem Zugang wurden Scherben von etwa 15 Gefäßen der TBK in sekundärer Lage gefunden. Eine Feuersteinklinge, die in der Kammer auf der Feuersteinschüttung gefunden wurde, könnte in situ gelegen haben.
Laut E. Aner ist das Ganggrab nachträglich in das Langbett eingebaut worden. Während die vorderen Gangsteine des Dolmens nur wenig niedriger sind als die Einfassungssteine und in der Flucht stehen, fallen diejenigen des Ganggrabes nicht nur durch ihre geringe Mächtigkeit und Höhe, sondern auch durch das Hervorspringen des linken Eingangssteins aus dem Rahmen.